# شاپرک زبربال خاکستری
شاپرک زبربال خاکستری (نام علمی: Acleris scabrana) نام یک گونه از سرده برگ‌پیچ‌های پهن است.